# 中根粛治
中根 粛治（なかね しゅくじ、1847年 - 1921年8月9日）は、明治・大正期の書誌学者。旧名は拳一郎。中根東畦、東畦埜人、亦楽軒主人とも。

## 生涯
1847年（弘化4年）、福島に生まれる。中根家は徳川譜代の板倉氏に累代仕えていたが、主家の板倉氏（福島藩）が維新の際に奥羽越列藩同盟に参加して敗れ、減封のうえ1869年（明治2年）に三河重原に移封されたに従った。のちに東京に出て、印書局生徒、士官学校写字生を経て、1984年4月、すでに37歳で一男二女の父親になっていたが改めて終生の職を東京教育博物館に得るまでの消息は詳らかではない。東京教育博物館には図書掛兼官報報告掛心得として雇用され、翌1885年8月に東京図書館兼勤、1889年に『古書索引編纂之義ニ付卑見左ニ申上候』との意見書を手島精一主幹に提出。1891年同館司書（1897年に帝国図書館司書と改称）、1901年3月に5級俸に陞ったが、1905年1月に病に倒れ、翌1906年4月に休職、1907年に退官。
1921年8月9日、埼玉県川越町（現川越市）で死去。

## 著書

### 単著
- 『初学助語便覧』中根粛治、1880年。
- 『古書索引編纂之義ニ付卑見左ニ申上候』1889年。
- 『慶長以来諸家著述目録 和学家之部 小説家之部』青山堂支店、1893年。
  - 『慶長以来諸家著述目録 和学家之部 小説家之部』八尾書店、1894年。
  - 『慶長以来諸家著述目録 小説家・和学家之部』クレス出版〈近世文芸研究叢書2. 第一期文学篇 通史2〉、1994年。
- 『慶長以来諸家著述目録 漢学家之部　上 小説家之部』青山堂支店、1893年。
- 『慶長以来諸家著述目録 漢学家之部　下 小説家之部』青山堂支店、1893年。
  - 『慶長以来諸家著述目録 漢学家之部　小説家之部』八尾書店、1894年。
  - 『慶長以来諸家著述目録 漢学家之部』クレス出版〈近世文芸研究叢書3. 第一期文学篇 通史3〉、1994年。
- 『日本印書攷 2巻（1）』桑原侃手写、1908年。
- 『日本印書攷 2巻（2）』桑原侃手写、1908年。
- 『日本印書攷 2巻（3）』桑原侃手写、1908年。
- 亦楽軒主人『芸軒清話2巻』中根粛治。
- 『支那書史學』（中根粛治 講演）。
  - 『日本印書考、芸軒清話、支那書史學稿』（稲村徹元 解説）青裳堂書店〈日本書誌学大系20〉、1982年。

- 『大日本名家著述目録 1』。
- 『大日本名家著述目録 2』。
- 『大日本名家著述目録 3』。
- 『大日本名家著述目録 4』。
- 『大日本名家著述目録 5』。
- 『大日本名家著述目録 6』。
- 『大日本名家著述目録 7』。
- 『大日本名家著述目録 8』。
- 『大日本名家著述目録 9』。
- 『大日本名家著述目録10』。
- 『大日本名家著述目録11』。
- 『大日本名家著述目録12』。
- 『大日本名家著述目録13』。
- 『大日本名家著述目録14』。
- 『大日本名家著述目録15』。
- 『大日本名家著述目録16』。
- 『大日本名家著述目録17』。
- 『大日本名家著述目録18』。
- 『大日本名家著述目録19』。
- 『大日本名家著述目録20』。
- 『大日本名家著述目録21』。
- 『大日本名家著述目録22』。
- 『大日本名家著述目録23』。
- 『大日本名家著述目録24』。

### 共著
- 木村正辞、山田孝雄『日本古代字書の説』岡田希雄、1927年。

### 編著
- 醒齋老人 著、中根粛治 編『骨董集 巻之一』雁金屋 青山清吉。[3]
- 醒齋老人 著、中根粛治 編『骨董集 巻之二』雁金屋 青山清吉。
- 醒齋老人 著、中根粛治 編『骨董集 巻之三』雁金屋 青山清吉。
- 醒齋老人 著、中根粛治 編『骨董集 巻之四』雁金屋 青山清吉。